# Pelochyta songoana
Pelochyta songoana är en fjärilsart som beskrevs av William Schaus 1933. Pelochyta songoana ingår i släktet Pelochyta och familjen björnspinnare. Inga underarter finns listade i Catalogue of Life.